# イベリア航空610便墜落事故
イベリア航空610便墜落事故（イベリアこうくう610びんついらくじこ）とは、1985年2月19日にスペインの東部で発生した航空事故である。
アドルフォ・スアレス・マドリード＝バラハス空港発ビルバオ空港行きのイベリア航空（IB/IBE）610便（ボーイング727-256）が、ビルバオ空港進入時に地上のテレビアンテナに衝突し大破、そのまま墜落し乗客乗員148人全員が死亡した。

## 事故の概略
イベリア航空610便はマドリード発ビルバオ行きの定期便として1985年2月19日午前8時47分にマドリードを離陸した。ビルバオ空港の滑走路30へVOR/DMEを使用して進入を開始した。管制塔の指示を受け、高度7,000フィート (2,100 m)と5,000フィート (1,500 m)でいったん水平飛行した後、最低安全高度4,354フィート (1,327 m)以下に降下した。午前9時27分に高度3,356フィート (1,023 m)で右旋回中に左主翼がオイス山の山頂にあった高さ100フィート (30 m)のテレビアンテナに衝突した。左主翼は衝撃で切り裂かれ機体は空港南東30kmの山中に墜落し大破し、搭乗していた148人全員が死亡した。残骸は一時間半以上炎上した。

## 事故原因
調査の結果、事故原因はパイロットの操縦ミスと判明した。副操縦士が自動操縦を使って降下させ、機長は高度を読み上げる代わりに高度警報をセットしていた。しかし最低高度である4,300フィート (1,300 m)に達した時に設定ミスか何かにより作動せず、そのまま降下し続けた。その結果墜落に至ったと考えられる。
またパイロットが使用していた地図にはオイス山もその上に立っていたアンテナも記載されていなかった。